# 法爾茅斯 (安提瓜和巴布達)
法爾茅斯（Falmouth）是加勒比海島國安提瓜和巴布達的安提瓜島聖保羅區的一個沿海港口城鎮，也是聖保羅區的首府，位於該島西南部海岸，2012年人口619人。